# Beskidt bombe
 Der er for få eller ingen kildehenvisninger i denne artikel, hvilket er et problem. Du kan hjælpe ved at angive troværdige kilder til de påstande, som fremføres i artiklen.

En beskidt bombe er en bombe der er baseret på konventionelle, kemiske sprængstoffer, men indeholder radioaktive stoffer som spredes over et større område ved eksplosionen. I modsætning til egentlige atombomber "bidrager" det radioaktive materiale i en beskidt bombe ikke til bombens sprængkraft; dets formål er alene at forurene omgivelserne med radioaktivitet når bomben bringes til eksplosion. 
Selv om man konstruerer en beskidt bombe, med det mest "optimale" valg af radioaktivt materiale, vil den resulterende strålingsforurening ikke være kraftig nok til at fremkalde alvorlig sygdom eller dødsfald. USA's Department of Energy har udført nogle forsøg og beregninger der viser, at hvis der intet gøres for at rense et beboet område efter en beskidt bombe er eksploderet, vil befolkningen blive udsat for en "forholdsvis høj" strålingspåvirkning. Men undersøgelser af virkningerne af Tjernobylulykken viser at næsten ingen mennesker vil mærke noget til påvirkningen, selv efter fem år eller mere.
Fordi en beskidt bombe næppe slår flere mennesker ihjel end en "almindelig" bombe (uden radioaktivt stof), betragter de fleste mennesker ikke den beskidte bombe som et masseødelæggelsesvåben. Virkningen af et terroranslag med en beskidt bombe vil være mere psykisk end fysisk som følge af uvidenhed og panik i den ramte befolkning. Arbejdet med at rense det ramte område for stråling vil dertil koste tid og penge, og kræve evakuering af den ramte befolkning.
Det menes at Storbritanniens forsvarsministerium i 1960'erne har forsket i beskidte bomber, men endte med at konkludere at man kunne opnå mere ødelæggelseskraft ved ganske enkelt at bruge mere konventionelt sprængstof frem for ved at tilsætte radioaktivt materiale.
Geneve-konventionen forbyder enhver form for våben der påfører offeret biologiske skader uden direkte at slå ham/hende ihjel; udvikling, udstationering og brug af beskidte bomber er således forbudt.